# Wilkowiczki-Las
Wilkowiczki-Las – nieoficjalny przysiółek wsi Wilkowiczki w Polsce położony w województwie śląskim, w powiecie gliwickim, w gminie Toszek.

## Położenie
Przysiółek jest położony na południowy zachód od przysiółka Łączki przy drodze do pałacyku w lesie.